# Cage (canción)
«Cage» es un sencillo de Dir en Grey. Fue lanzado el 26 de mayo de 1999. La segunda pista es un remix de la canción  "「S」", originalmente lanzada en el EP Missa.
La canción tuvo una versión por Mejibray para el álbum de versiones Crush! 3 - 90's V-Rock Best Hit Cover Love Songs-. 

## Lista de temas
| N.º | Título            | Duración |  |
| 1.  | «Cage»            | 5:39     |  |
| 2.  | «「S」 (Z-Z Mix)» | 5:19     |  |

## Personal
- Dir en grey: producción

- Kyo: Vocalista, escritor
- Kaoru: Guitarra
- Die: Guitarra
- Toshiya: Bajo
- Shinya: Batería

- Yoshiki: producción

- Blumpy: masterizado

- Chris Vrenna: remix de la pista, producción adicional

- Datos: Q5017320